# Jaroslav Doubek
Jaroslav Doubek (* 17. Juni 1931 in Prag; † 22. Juli 2017 in Jindřichův Hradec) war ein tschechoslowakischer Eisschnellläufer.
Doubek nahm von 1951 bis 1957 an internationalen Wettbewerben teil und wurden im Jahr 1947 tschechoslowakischer Juniorenmeister im Sprint-Mehrkampf. In der Saison 1954/55 kam er bei der Mehrkampfeuropameisterschaft 1955 in Falun auf den 24. Platz und bei der Mehrkampfweltmeisterschaft 1955 in Moskau auf den 23. Rang im Großen Vierkampf. Bei seiner einzigen Teilnahme an Olympischen Winterspielen im Januar 1956 in Cortina d’Ampezzo belegte er den 39. Platz über 1500 m und den 30. Rang über 500 m. Im folgenden Jahr errang er bei der Mehrkampfweltmeisterschaft in Östersund den 25. Platz im Großen Vierkampf. Seine beste Platzierung bei tschechoslowakischen Mehrkampfmeisterschaften erreichte er im Jahr 1953 mit dem zweiten Platz.

## Persönliche Bestleistungen
| Disziplin | Zeit        | Datum            | Ort      |
| --------- | ----------- | ---------------- | -------- |
| 500 m     | 43,2 s      | 19. Februar 1956 | Zakopane |
| 1000 m    | 1:27,8 min  | 12. Januar 1955  | Almaty   |
| 1500 m    | 2:18,4 min  | 20. Januar 1956  | Davos    |
| 3000 m    | 4:59,4 min  | 12. Januar 1955  | Almaty   |
| 5000 m    | 8:32,8 min  | 19. Februar 1956 | Zakopane |
| 10.000 m  | 18:23,2 min | 19. Februar 1956 | Zakopane |